# Il diavolo bianco (o Vittoria Corombona)
Il diavolo bianco (o Vittoria Corombona) è una tragedia dell'inglese John Webster (1580 circa – 1634 circa), composta nel biennio 1611-1612 e pubblicata nel 1612.

## Basi storiche
La tragedia prende spunto dalle vicende storiche accadute in Italia alla fine del XVI secolo riguardanti Paolo Giordano I Orsini, duca di Bracciano, e le sue due mogli: Isabella de' Medici e Vittoria Accoramboni. L'Orsini era rimasto vedovo della prima moglie Isabella de' Medici, figlia del Granduca di Toscana Cosimo I; la morte di Isabella, giunta improvvisa a Firenze nel 1576, era stata attribuita dalle cronache dell'epoca a strangolamento ordinato dal marito. Anche la seconda moglie del duca, Vittoria Accoramboni, era a sua volta vedova: il primo marito Francesco Peretti, nipote del cardinal Montalto, era stato infatti assassinato il 17 luglio 1581 per mano di sicari dell'Orsini fra i quali vi era un fratello di Vittoria, Marcello Accoramboni. Il matrimonio del duca Paolo Giordano con Vittoria avvenne clandestinamente nel 1581; due anni dopo, superata l'opposizione del Papa Gregorio XIII, venne celebrato anche pubblicamente.
Dopo l'elezione del cardinal Montalto a pontefice col nome pontificale di Sisto V (24 aprile 1585), i due sposi lasciarono lo Stato Pontificio e si rifugiarono nella Repubblica di Venezia. Il duca morì a Salò nel novembre dello stesso anno, mentre Vittoria venne assassinata poche settimane dopo, a Padova, da un parente del defunto marito, Lodovico Orsini, funzionario della Repubblica di Venezia, il quale a sua volta venne giustiziato, assieme a quasi tutti i suoi complici, per ordine della Repubblica Veneta. Nella tragedia di Webster i nomi e l'intreccio della cupa vicenda sono stati modificati.

## Trama
Paolo Giordano Orsini, duca di Bracciano, marito di Isabella, sorella del duca di Firenze, si è innamorato di Vittoria, moglie del nobiluomo Camillo. Il duca di Bracciano è ancora sposato a Isabella; questo ostacolo deve essere pertanto eliminato senza tuttavia che il duca resti coinvolto o sia sospettato di aver ordito un delitto. Il duca di Bracciano trova un inatteso aiuto in Flamineo, fratello di Vittoria, il quale, oltre ad aiutare il duca a sedurre la propria sorella, progetta col duca un piano per eliminare sia il rivale Camillo sia la propria moglie Isabella.
Flamineo tende un tranello nel quale Camillo trova la morte, mentre è lo stesso duca Orsini a sbarazzarsi della moglie depositando del veleno sulle labbra di un dipinto in cui c'è la sua effigie: durante un'assenza di Orsini, Isabella, innamorata del marito, morirà avvelenata per aver baciato il ritratto dello sposo. E così avviene. Tuttavia il cardinale Monticelso, diventato papa (nel dramma come Paolo IV, nella vicenda reale Sisto V), chiede che si faccia luce su questi delitti, essendo oltretutto parte in causa, in qualità di zio di Camillo. Vittoria, accusata di adulterio e di omicidio, viene condannata; viene tuttavia salvata in extremis dal duca di Bracciano, Orsini, che la sposa, ottenendo il suo scopo. Ma il duca di Firenze, desideroso di vendicare l'assassinio della sorella Isabella, prima ordina l'avvelenamento del duca di Bracciano, poi l'assassinio di Flamineo (il quale, a sua volta, aveva ucciso il fratello minore Marcello, durante una lite, sotto gli occhi della vecchia madre Cornelia) e infine l'assassinio di Vittoria.

## Edizioni
- The White Devil, or the Tragedy of Paolo Giordano Ursini, Duke of Brachiano, wiyh The Life and the Death of Vittoria Corombona, the famous Venetian curtizan, London: Thomas Archer, 1612
- The White Devil. In: The works of John Webster, Volume 1, London:	W. Pickering, 1830 (Google libri)
- Il diavolo bianco o Vittoria Corobona, versione italiana di Luigi Gamberale, Pescara: Stabilimento Arte della Stampa, 1916
- Il diavolo bianco o Vittoria Corobona, tradotta in versi da Luigi Gamberale, Agnone: Sammartino-Ricci, 1922
- Il diavolo bianco o Vittoria Corobona, Traduzione di Aldo Camerino, Firenze: Sansoni, La meridiana 40-41, 1944